# Outlook, Washington
Outlook är en ort i Yakima County i delstaten Washington, USA.